# Chi Rho

Symbol chi rho

Chi rho, znak ☧ – ligatura dwóch greckich liter „Χ” (chi) i  „Ρ” (rho), jeden z najstarszych chrystogramów używanych przez chrześcijan. 
Znak chi rho powstał z nałożenia na siebie pierwszych dwóch liter „Χ” i „Ρ” greckiego słowa Chrystus ΧΡΙΣΤΟΣ, tworząc monogram ⳩. Oznacza więc skrót „Chr.”